# 중공탄

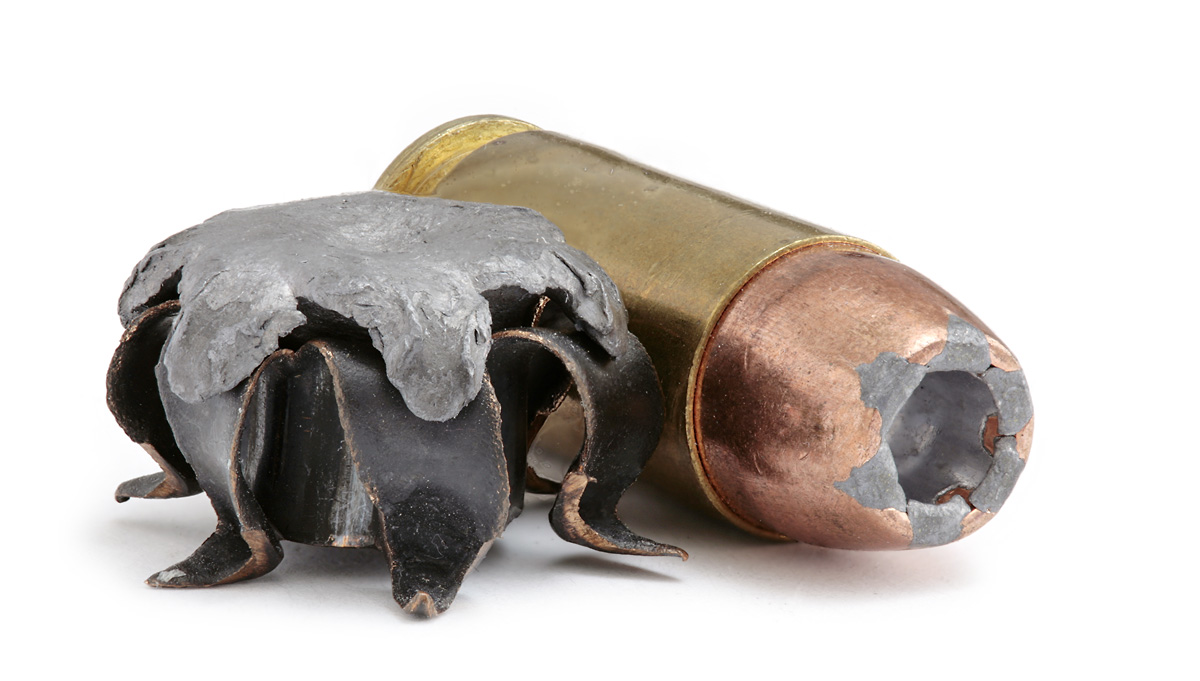
.40 S&W 중공탄과 그 사용후 탄두.

중공탄(中空彈, hollow-point bullet)은 덤덤탄의 일종이다. 관통력을 줄이고 대신 표적의 생체조직 내부를 헤집기 위한 목적으로 탄두 속에 구멍을 파 놓는다.
중공탄은 탄두가 표적에 접촉하는 지름을 증가시켜 혈액 손실이나 충격을 극대화하면서, 표적의 몸을 뚫고 나가지 않고 몸 속에 남아있게 하기 위한 것이다. 또한 운동에너지 전체가 표적에게 전달되며, 이 모든 것은 저지력의 극대화로 연결된다.